# Міхал Свідзінський
Мі́хал Свідзі́нський гербу Півкозич (пол. Michał Świdziński; 1736 — 1788) — польський шляхтич, урядник та державний діяч Королівства Польського. Син воєводи равського, вів дуже активне суспільне життя. У 22 роки став старостою радомським, у Сенаті засідав як каштелян радомський. Одружився із Барбарою Красінською (дочка старости Нового Мяста, сестра князів Курляндських, з того часу починаються близькі стосунки з королівським двором. Залишив двох синів: Яна і Каєтана.